# کیشورگنج
کیشورگنج (به لاتین: Kishoreganj) یک منطقهٔ مسکونی در بنگلادش است که در ناحیه نیل‌پاماری واقع شده‌است. کیشورگنج ۲۶۴٫۹۸ کیلومتر مربع مساحت و ۲۶۱٬۰۶۹ نفر جمعیت دارد.